# Філей
Філе́й (грец. Philaios) — був сином короля Еліди Авгія, та батьком Мегеса. Він підтримав Геракла, а не свого батька в справі Авгієвих стаєнь і був вигнаним. Після того як Геракл вбив Авгія та інших його синів, Філей успадкував королівство. Під час свого вигнання, Філей керував колонізацією Елідійцями острова Дулічіум. Його син Мегес повів їх з Дучіліума на Троянську війну.
Тімандра, дочка Тірандея зі Спарти, зрадила з Філеєм свого чоловіка Ехемоса.

## Зноски
1. ↑  Бібліотека 2. 5. 5. & 2. 7. 2
2. ↑  Бібліотека, Епітом книг 4, 3. 11
3. ↑  Схолія до Евріпіда, Орест (трагедія про Ореста), 249